# Brad Budde
Pour les articles homonymes, voir Budde.
 (janvier 2017).
Si vous disposez d'ouvrages ou d'articles de référence ou si vous connaissez des sites web de qualité traitant du thème abordé ici, merci de compléter l'article en donnant les références utiles à sa vérifiabilité et en les liant à la section « Notes et références ».
College Football Hall of Fame 1990
(en) Statistiques sur pro-football-reference
Brad Edward Budde (né le 9 mai 1958 à Détroit) est un joueur américain de football américain. Il évolue pendant sept saisons en NFL chez les Chiefs et est intronisé au College Football Hall of Fame en 1990.

## Université de Californie du Sud
Brad remporte son premier titre avec les Trojans avec le Championnat NCAA. En 1979, Brad remporte le Lombardi Award et est encore aujourd'hui le seul joueur de l'Université à avoir remporté cette distinction. La même année, il remporte le titre de UPI College Lineman of the Year (UPI Lineman universitaire de l'année).

## NFL
Il est sélectionné lors du draft de 1980 en onzième position par les Chiefs de Kansas City.
Budde commence sa carrière pro lors de la saison 1980 et porte le numéro 66, jouant les seize de matchs de la saison régulière (trois en tant que titulaire). Les Chiefs ne se qualifient pas pour les play-offs. Après cette saison, Brad devient un des éléments de Kansas City, démarrant tous les matchs en tant que titulaire. Il n'arrive à atteindre les play-offs que lors de sa dernière saison (où il change de numéro, abordant le 71), éliminé dans la Wild Card par les Jets de New York sur un score de 35-15.
Budde conclut sa carrière après cette saison et affiche un total de quatre-vingt-douze matchs.